# Toupsberg
De Toupsberg is een heuvel in het Heuvelland gelegen in Kerkrade in het zuiden van de Nederlandse provincie Limburg. Bovenaan de Toupsberg ligt de markante villa "Hoog Erenstein", een dubbel geschakelde villa met achterom een eigen park.

## Wielrennen
De helling is meermaals opgenomen in de wielerklassieker Amstel Gold Race. Dit was in elk geval zo in 1991 en 1997 toen de start in Heerlen lag. De Toupsberg werd toen als eerste helling beklommen, voor de Adsteeg.